# اعتدال (موسیقی)

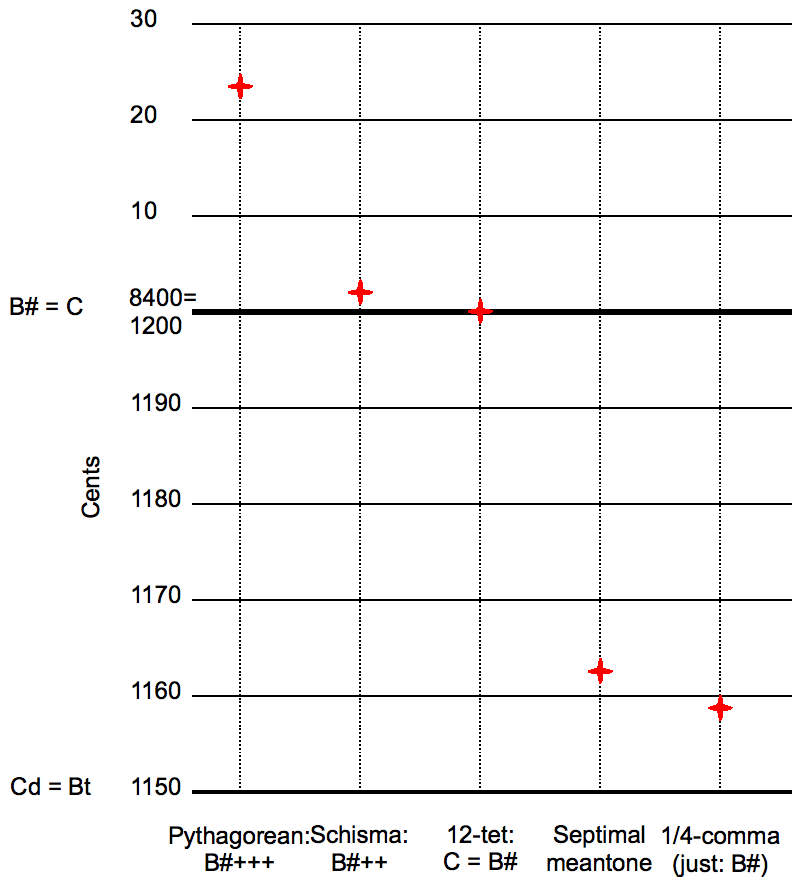
مقایسهٔ نت‌های مشتق‌شده از (یا نزدیک به) دوازده کامل پنجم (از سی بمل).

در کوک سازهای موسیقی، اعتدال به معنای تغییر تعداد از فواصل است به شکلی که مجموعهٔ صداها به حداکثر کارایی خود از نظر هارمونی برسد اگرچه خلوص هارمونیک قدری فدا شود. به فرایندی که در آن اندازهٔ یک فاصله تغییر داده می‌شود تا نتیجهٔ یادشده حاصل گردد، مطبوع‌سازی یا معتدل‌سازی گفته می‌شود. اعتدال به خصوص برای سازهای مهمی است که کوکشان در حین نواختن قابل تغییر نیست (نظیر پیانو)، چرا که این سازها فقط به نوازنده اجازه می‌دهند هر نت را تنها در کوکی که از پیش تعیین شده بنوازد. در طول تاریخ، کوک‌های مختلفی نظیر نظام کوک خالص، کوک فیثاغورثی و اعتدال میانگین استفاده می‌شدند که باعث می‌شدند یک ساز در یک کلید کوک باشد اما در کلید دیگر از کوک خارج بزند.
توسعهٔ اعتدال مناسب در قرن هفدهم اجازه داد که سازهایی که کوک ثابت دارند هم بتوانند در تمام کلیدها صدای مناسبی تولید کنند. مجموعهٔ معروف کلاویهٔ خوش‌آهنگ از یوهان سباستین باخ از این تحول نهایت استفاده را برد و در آن قطعاتی در تمام ۲۴ کلید بزرگ و کوچک وجود داشت. با وجود این که این روش از فاصله‌های ناخوشایند (مانند فاصلهٔ ولف) اجتناب می‌کرد، اما در آن اندازهٔ فواصل هنوز بین کلیدهای مختلف سازگار نبود؛ بنابراین هر کلید هنوز هم شخصیت خاص خود را داشت. این تنوع نهایتاً منجر به افزایش استفاده از اعتدال مساوی در قرن هجدهم شد که در آن نسبت بسامد بین هر دو نت مجاور هم در صفحه‌کلید همیشه مساوی است، و اجازه می‌دهد که یک قطعه موسیقی بدون تغییر رابطه بین نت‌ها از کلیدی به کلید دیگر منتقل شود.

## اعتدال میانگین
قبل از رواج گستردهٔ اعتدال میانگین در رنسانس، رایج‌ترین روش کوک کردن سازها روش فیثاغورثی بود. کوک فیثاغورثی یک نوع نظام کوک خالص بود که در آن نت‌های یک گام با استفاده از پیشرفت فواصل پنجم درست کوک می‌شدند. این برای بسیاری از مصارف هارمونیک آن زمان کفایت می‌کرد (هارمونی چهارصدایی را ببینید) اما در رنسانس نوازندگان به استفادهٔ بیشتر از هارمونی سه‌صدایی روی آوردند. فاصلهٔ سوم بزرگ در کوک فیثاغورثی با فاصلهٔ سوم یک نظام کوک خالص تفاوتی اندک داشت (این تفاوت را بعدها کمای همصدا نامیدند)، و نوازندگان آن زمان این فاصله را آزاردهنده می‌یافتند.
راه حل این نوازندگان، که در قرن شانزدهم توسط پیترو آرن شرح داده شد و به نام اعتدال میانگین (یا اعتدال یک‌چهارم کمای میانگین) شناخته می‌شود، آن بود که فاصله‌های پنجم درست را کمی تعدیل کنند تا اندکی کوچک‌تر شوند و بقیهٔ کوک را همانند کوک فیثاغورثی بر اساس پیشرفت این فواصل پنجم جدید (به جای پنجم درست خالص) انجام بدهند. با این اعتدال، کمای همصدا از فاصله‌های سوم بزرگ حذف می‌شود و فاصله‌های سوم بزرگ خالص می‌شوند، اما در مقابل فواصل پنجم حالت خالص خود را از دست می‌دهند و کمی ضربان‌دار می‌شوند. اما از آنجا که توالی چهار فاصلهٔ پنجم درست، یک فاصلهٔ سوم نتیجه می‌دهد، این ضربان‌های فواصل پنجم معتدل‌شده خفیف‌تر از ضربان‌هایی است که در کوک فیثاغورثی از فواصل سوم بزرگ حاصل می‌شد و نوازندگان دورهٔ رنسانس این میزان ضربان اندک را قابل اغماض یافتند.
کوک فیثاغورسی یک مشکل دوم هم داشت که اعتدال میانگین آن را حل نکرد، و آن دشواری در انجام مدولاسیون بود. هم کوک فیثاغورثی و هم اعتدال میانگین دایره پنجم‌هایشان شکسته است؛ در کوک فیثاغورثی بالارفتن از یک نت به اندازهٔ ۱۲ فاصلهٔ پنجم باید نتی دیگر به دست بدهد که صدایی هماهنگ با نت اول داشته باشد (چون نت جدید دقیقاً هفت اکتاو بالاتر از نت اول قرار دارد) اما در عمل نت جدید با نت اول ناهماهنگ خواهد بود و میزان اختلاف این نت با نت هماهنگ در هفت اکتاو بالاتر، فاصله‌ای است که با نام کمای فیثاغورثی شناخته می‌شود. در اعتدال میانگین این تفاوت حتی بیشتر از روش فیثاغورثی است به حدی که ناهماهنگی دو نت صدایی شبیه زوزهٔ گرگ ایجاد می‌کند (این فاصله با نام فاصله ولف شناخته می‌شود). راه حل این مشکل استفاده از روش اعتدال ۵۳ تساوی (به جای کوک فیثاغورثی) یا اعتدال ۳۱ تساوی (به جای اعتدال میانگین) است.

## اعتدال مناسب و اعتدال مساوی
در موسیقی معاصر تغییر کلید موسقی بسیار متداول است و نوازنده نیاز دارد که برای هر نت در کوک اصلی، نتی در کوک جدید پیدا کند (مثلاً از طریق سیم‌ها یا پرده‌های دیگر ساز) اما کوک‌های خالص اجازهٔ این کار را نمی‌دهند و کار ساختن‌سازی که به نوازنده اجازهٔ مدولاسیون بدهد را بسیار دشوار می‌کنند.
اعتدال مناسب نامی است برای روش‌های مختلف تعدیل کوک سازها برای حل این مشکل. در اعتدال مناسب، ساز در برخی کلیدها بیشتر کوک است تا کلیدهای دیگر، اما در مجموع برای تمام کلیدهای مختلف قابل استفاده است. در اعتدال مناسب می‌توان بسامدهای بسیاری زیادی برای نت‌های مختلف تعریف کرد اما در کاربردهای امروزی آن، اعتدال مناسب به دوازده نت هر گام محدود شده‌است و با نام اعتدال مساوی دوازده‌نتی شناخته می‌شود. بر خلاف اعتدال میانگین که فاصله‌های پنجم درست را به اندازهٔ کمای همصدا تعدیل می‌کند، در اعتدال مناسب دوازده‌نتی این فاصله‌ها به اندازهٔ کمای فیثاغورثی تعدیل می‌شود تا دایره پنجم‌های جدیدی حاصل شود که بعد از دوازده قدم شکسته نشود. در این روش نت‌ها بسیار نزدیک به معادل خالص خود هستند (فاصله‌های پنجم ضربانشان تقریباً قابل احساس نیست و فاصله‌های سوم ضربان کمتری از کوک فیثاغورثی دارند) اما در مقابل نوازنده می‌تواند به راحتی به کلیدهای دیگر مدولاسیون کند. این راحتی در مدولاسیون اجازه داد که نوازندگان از فواصلی با روابط هارمونیک دورتر هم استفاده کنند؛ برای نمونه آهنگسازان رمانتیک قرن نوزدهم از آکورد ناپلی به وفور استفاده کردند و این آکورد تبدیل به جزء مهمی از آثار آنان شد.